# Rik (prénom)
Pour les articles homonymes, voir Rik.
Rik est un prénom masculin néerlandais et un surnom dérivé des prénoms Hendrick, Frederick, Erik et du prénom anglophone Rick, lui-même diminutif de Richard.

## Prénom
- Rik Barnett (en) (né en 1990), acteur anglais
- Rik Blyleven (né en 1951), lanceur néerlandais de baseball
- Rik van den Boog (en) (né en 1959), joueur néerlandais de football
- Rik Coolsaet (en), professeur émérite belge
- Rik Daniëls (en) (né en 1962), acteur de télévision belge
- Rik De Saedeleer (en) (1924-2013), joueur de football et commentateur sportif belge
- Rik De Voest (né en 1980), joueur sud-africain de football
- Rik Emmett (né le 1953), chanteur et guitariste canadien
- Rik Jaeken (en) (né en 1949), homme d'affaires belge
- Rik Janssen (en) (né en 1957), homme politique et d'affaires néerlandais
- Rik Kuypers (1925-2019), réalisateur et scénariste belge
- Rik de Lange (en) (né en 1956), homme politique néerlandais
- Rik Launspach (né en 1958), acteur et écrivain néerlandais
- Rik Lopez (en) (né en 1979), joueur anglais de football
- Rik Makarem (en) (né en 1982), acteur anglais
- Rik Massengale (en) (né en 1947), golfeur professionnel américain
- Rik Offenberger (en) (né en 1964), journaliste de comics américain
- Rik Pauwels (né en 1937), joueur et entraîneur belge de football
- Rik Pinxten (en) (né en 1947), professeur et anthropologue belge
- Rik Reinerink (né en 1973), coureur cycliste néerlandais
- Rik Renders (1922-2008), coureur cycliste belge
- Rik Schaffer (en) (né en 1973), compositeur et musicien américain
- Rik Sebens (en) (né en 1988), joueur néerlandais de football
- Rik Simpson, producteur de musique britannique
- Rik Slabbinck (1914-1991), peintre belge
- Rik Smits (né en 1966), joueur néerlandais de basket-ball
- Rik Tommelein (en) (né en 1962), athlète belge en course de haies
- Rik van IJzendoorn (né en 1987), coureur cycliste néerlandais
- Rik Van Nutter (1929-2005), acteur américain
- Rik Van Slycke (né en 1963), coureur cycliste belge
- Rik Vandenberghe (en) (né en 1953), coureur sprinteur belge
- Rik Verbrugghe (né en 1974), coureur cycliste belge
- Rik Vercoe (en) (né en 1971/72), coureur ultra-marathonien anglais
- Rik Verheye (en) (né en 1986), acteur belge
- Rik Waddon (en) (né en 1977), coureur cycliste paralympique britannique

## Surnom
- Rik Battaglia (Caterino Battaglia) (1927-2015), acteur italien
- Rik Bonness (en) (Richard Bonness) (né en 1954), joueur américain de football américain
- Rik Carey (en) (Patrick Carey) (né en 1977), musicien et chanteur bahaméen
- Rik Clerckx (en) (Henricus Clerckx) (1936-1985), coureur longue-distance belge
- Rik Coppens (Henri Coppens) (1930-2015), joueur belge de football
- Rik Cordero (en) (Frederic Cordero) (né en 1979), réalisateur et musicien américain
- Rik Daems (Hendrik Daems) (né en 1959), peintre et homme politique belge
- Rik De Deken (Henri De Deken) (1907-1960), joueur belge de football
- Rik Evens (1927–2022), coureur cycliste belge
- Rik Fox (en) (Richard Suligowski) (né en 1955), bassiste heavy metal américain
- Rik Grashoff (en) (Hendrik Grashoff) (né en 1961), ingénieur et homme politique néerlandais
- Rik Hoevenaers (Henri Hoevenaers) (1902-1958), coureur cycliste belge
- Rik Isemborghs (Henri Isemborghs) (1914-1973), joueur belge de football
- Rik Kemp (en) (Richard Kemp) (né en 1939), dessinateur australien
- Rik Larnoe (Henri Larnoe) (1897-1978), joueur belge de football
- Rik Levins (en) (Richard Levins) (1950-2010), artiste de comics américain
- Rik Luyten (Henri Luyten) (1931-1969), coureur cycliste belge
- Rik Matthys (Henricu Matthys) (1925-1999), joueur et entraîneur belge de football
- Rik Mayall (Richard Mayall) (1958-2014), acteur comique britannique
- Rik Moorman (en) (Rikard Moorman) (né en 1961), coureur cycliste néerlandais
- Rik Rue (en) (Richard Banachowicz) (né en 1950), musicien expérimental australien
- Rik Schaefels (Hendrik Frans Schaefels) (1827-1904), peintre romantique belge
- Rik Schoofs (en) (Henri Schoofs) (né en 1950), coureur longue-distance belge
- Rik Toonen (en) (Hendrik Toonen) (né en 1954), joueur néerlandais de water-polo
- Rik Torfs (Henri Torfs) (né en 1956), professeur de droit et politicien belge
- Rik Van Brussel (en) (Hendrik Van Brussel) (né en 1944), professeur belge d'ingénierie mécanique
- Rik Van Steenbergen (Hendrik Van Steenbergen) (1924-2003), coureur cycliste belge
- Rik Van Linden (Henri Van Linden) (né en 1949), coureur cycliste belge
- Rik Van Looy (Henri Van Looy) (1933–2024), coureur cycliste belgique
- Rik Waller (en) (Richard Waller) (né en 1981), chanteur pop anglais
- Rik Wheeler (Mortimer Eric Wheeler) (1890-1976), archéologue et officier britannique
- Rik Wilson (en) (Richard Wilson Jr.) (1962-2016), joueur américain de hockey sur glace
- Rik Wouters (Hendrik Wouters) (1882-1916), sculpteur et peintre fauviste belge